# クレタ地震 (365年)
クレタ地震は365年7月21日（ユリウス暦）の夜明け頃に発生した地震である。震源は東地中海のクレタ島近くと想定されている。地質学者たちは今日、この海底地震のモーメント・マグニチュードが8.0以上であると見積もっている。この地震は中央および南部ギリシャ、北部リビア、エジプト、キプロス島、シチリア島、スペインなど広範囲に壊滅的な被害を及ぼした。クレタ島ではほぼ全ての都市が破壊された。
この地震では津波が発生し、地中海の南部および東部沿岸、特にリビア、アレクサンドリア、ナイルデルタを壊滅させ、数千人の死者を出し船を3キロメートル内陸まで運んだ。この地震は古代末期の人々に深い印象を残し、当時の数々の著作家がこの出来事に言及している。

## 地質学的証拠

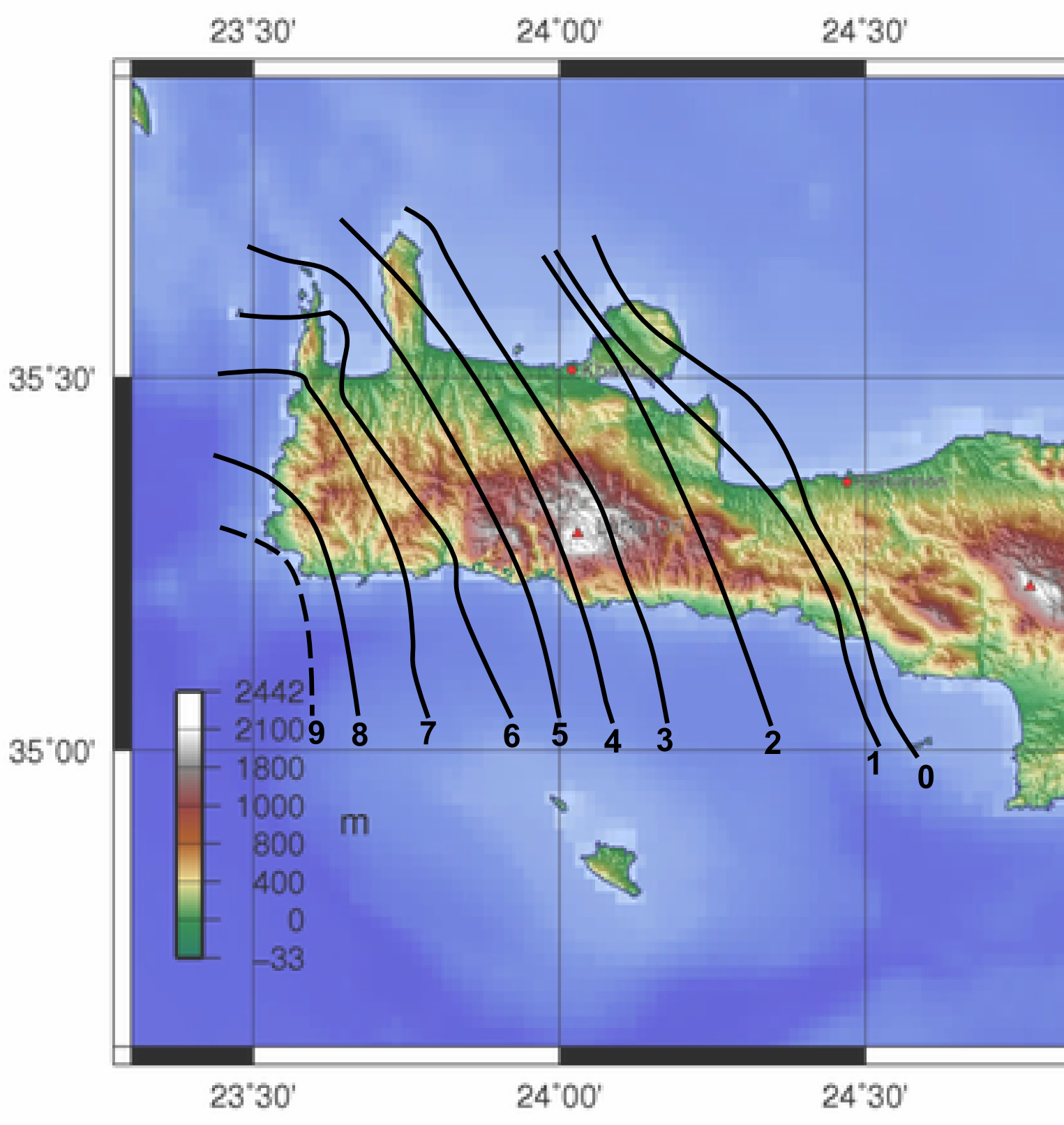
365年の地震後の西クレタにおける隆起（メートル単位）。フレミング（Flemming） 1978

最近（2001年）の地質学的研究によって、365年のクレタ地震は東地中海における4世紀から6世紀にかけての主たる地震活動と関連付けられるものと考えられている。これらの地震はこの地域の全ての主要なプレート境界の再活性化を反映している可能性がある。この地震はクレタ島における9メートルもの隆起の原因であると考えられており、その規模は地震モーメント1×1022 N⋅m (7.4×1021 lbf⋅ft)、モーメント・マグニチュード8.6に相当すると推計されている。この規模は、この地域に影響を及ぼした現代の既知の地震全てを上回っている。
炭素年代測定はクレタ島沿岸のサンゴが10メートル持ち上がり、一度に水面に押し出されたことを示唆している。これは365年の津波がクレタ島そばで急激に落ち込むヘレニック海溝での地震によって発生したことを示している。科学者はこのような大規模な隆起は5,000年に1度しか発生しないと見積もっている。だが、海溝の他の部分も同じ規模でスリップを起こす可能性はあり、それは800年周期で発生している可能性もある。「隣接している部分の1つが将来スリップを起こす」かどうかは不明瞭である。

## 文学的証拠

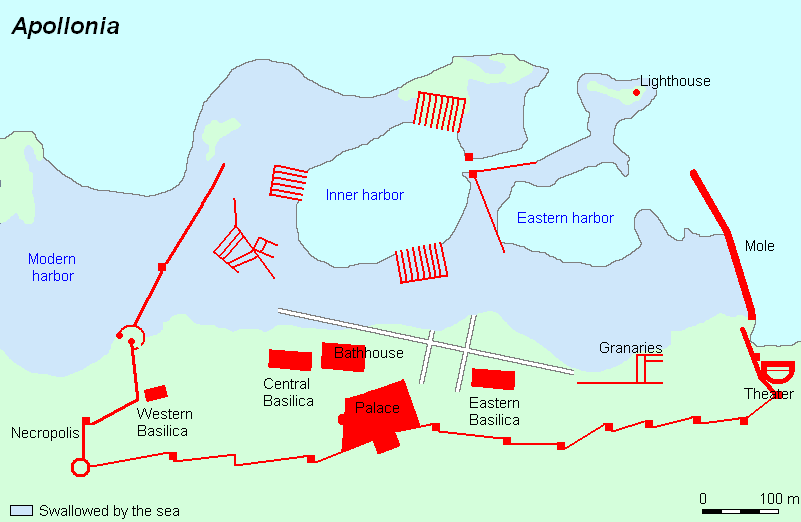
リビアのアポロニアは水没した。

歴史学者たちは古代の記録が365年の破滅的な地震だけに言及しているのか、それとも350年から450年の間に発生した地震の数々を習合した歴史的記憶として説明しているのかという疑問について議論し続けている。現存する文学的証拠の解釈は、古代末期の著述家たちの自然災害を政治的・宗教的事件に対する神の反応として表現する傾向のために複雑なものとなっている。特に、当時勢いを増していたキリスト教と異教との間の敵意に満ちた反目によって、著述家たちの記録の取り扱いが歪められている。ソフィストのリバニウスと教会史家ソゾメヌスは365年の大地震と別のより規模の小さな地震の情報を混同しているように見え、それぞれが自身の視点に依って、異教信仰を復活させようとしたユリアヌス帝が2年前に死去したことに対する神の嘆き、または怒りとしてこの地震を位置付けている。
とは言え、全体としては、歴史的記録が僅少であることに特徴付けられるこの時代にあって比較的多数の諸地震への言及が存在することは、地震活動が活発化していた状況を強調するものである。例えば、キプロス島のクリオンはこの時代、80年の間に5回の強い地震に襲われたことが知られ、このために破壊され滅亡した。

## 考古学
発掘調査によってこの地震による壊滅的な影響を示す考古学的証拠が得られており、古代末期の東および南地中海の町や都市の大半が365年頃に破壊されたことが立証されている。

## 津波

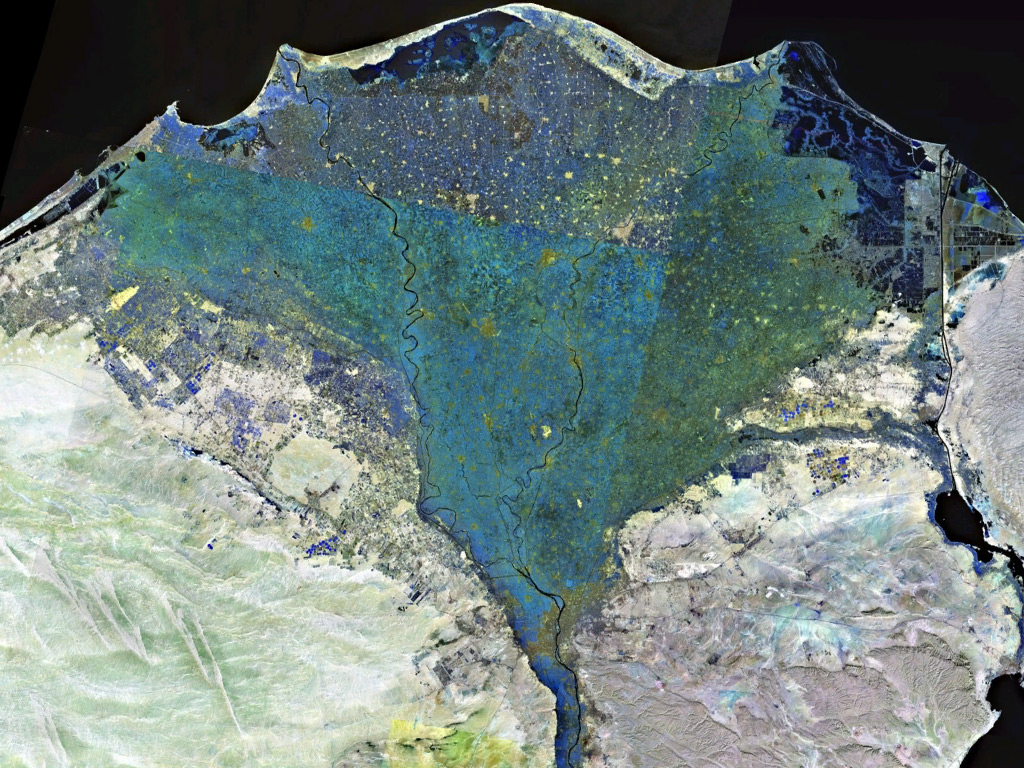
ナイルデルタ

ローマの歴史家アンミアヌス・マルケリヌスはこの津波が365年7月21日の早朝、アレクサンドリアや他の土地を襲った様子を描写している。彼の記録は津波の主要な3つの段階、即ち最初の地震、突然の海の後退、そして陸上をうねる巨大な波の襲来を明確に区別していることから特に注目に値する。
365年の津波は破滅的な被害をもたらしたために、アレクサンドリアではこの災害の記念日が6世紀の末になっても「恐怖の日」として毎年記念されていた。

## 画像
古代遺跡に残されたこの地震の痕跡

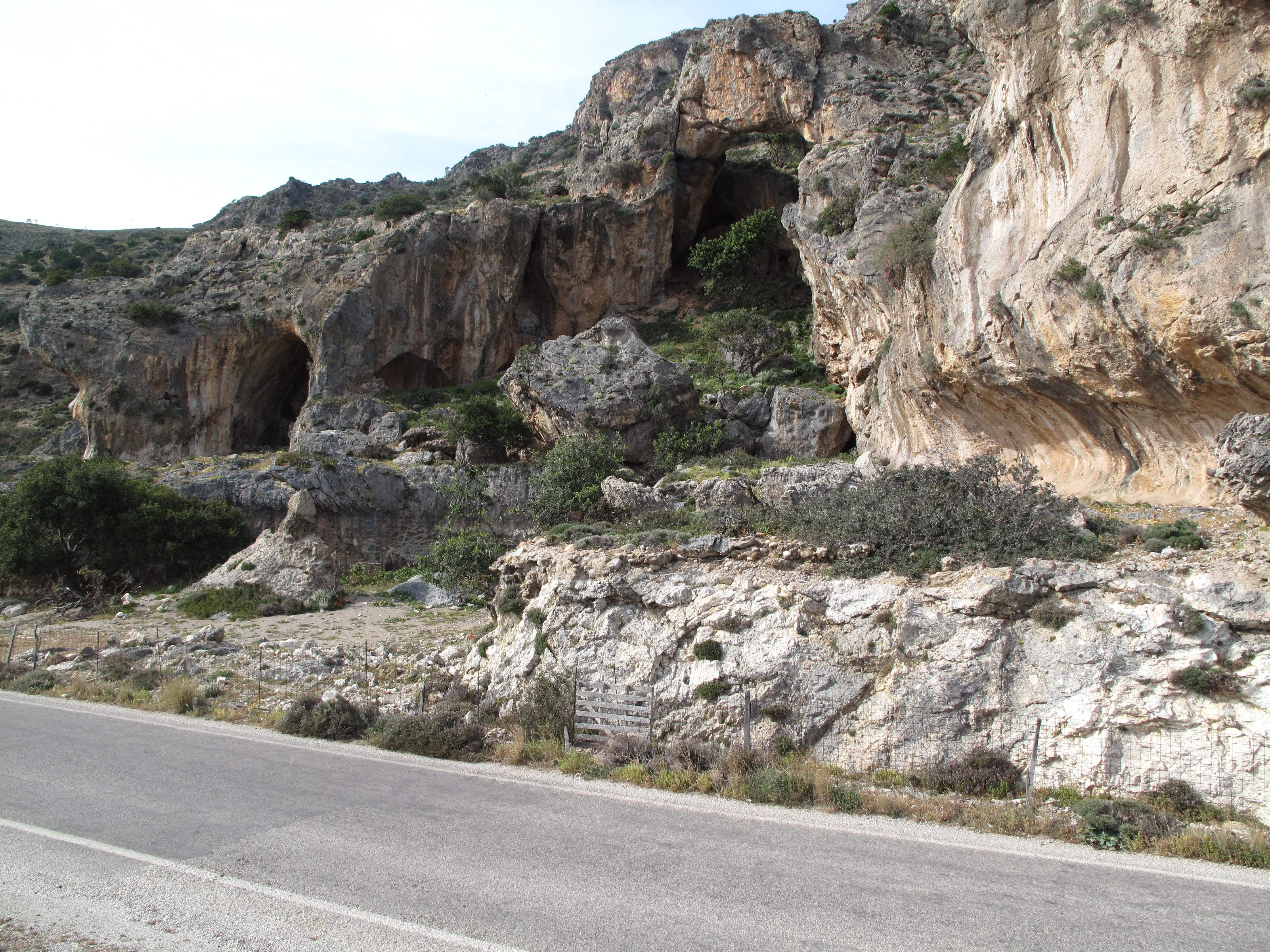
パレオコラ（英語版）の2キロメートル西にある隆起した海岸に波が刻んだ亀裂と洞窟が見える。365年のクレタ地震の間に9メートル持ち上がった。
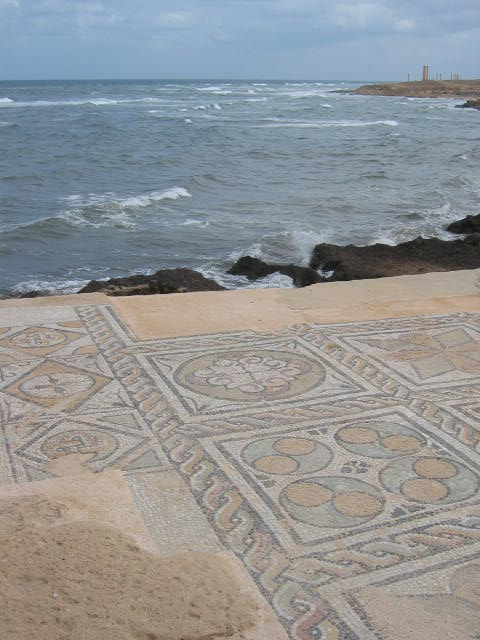
海が前進しサブラタの浴場へ近づいた。
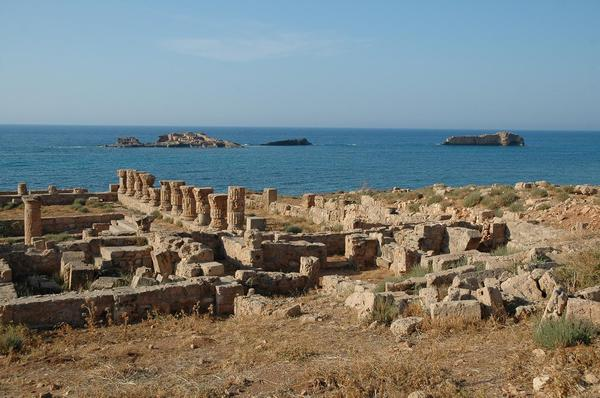
アポロニア（英語版）の水没した港
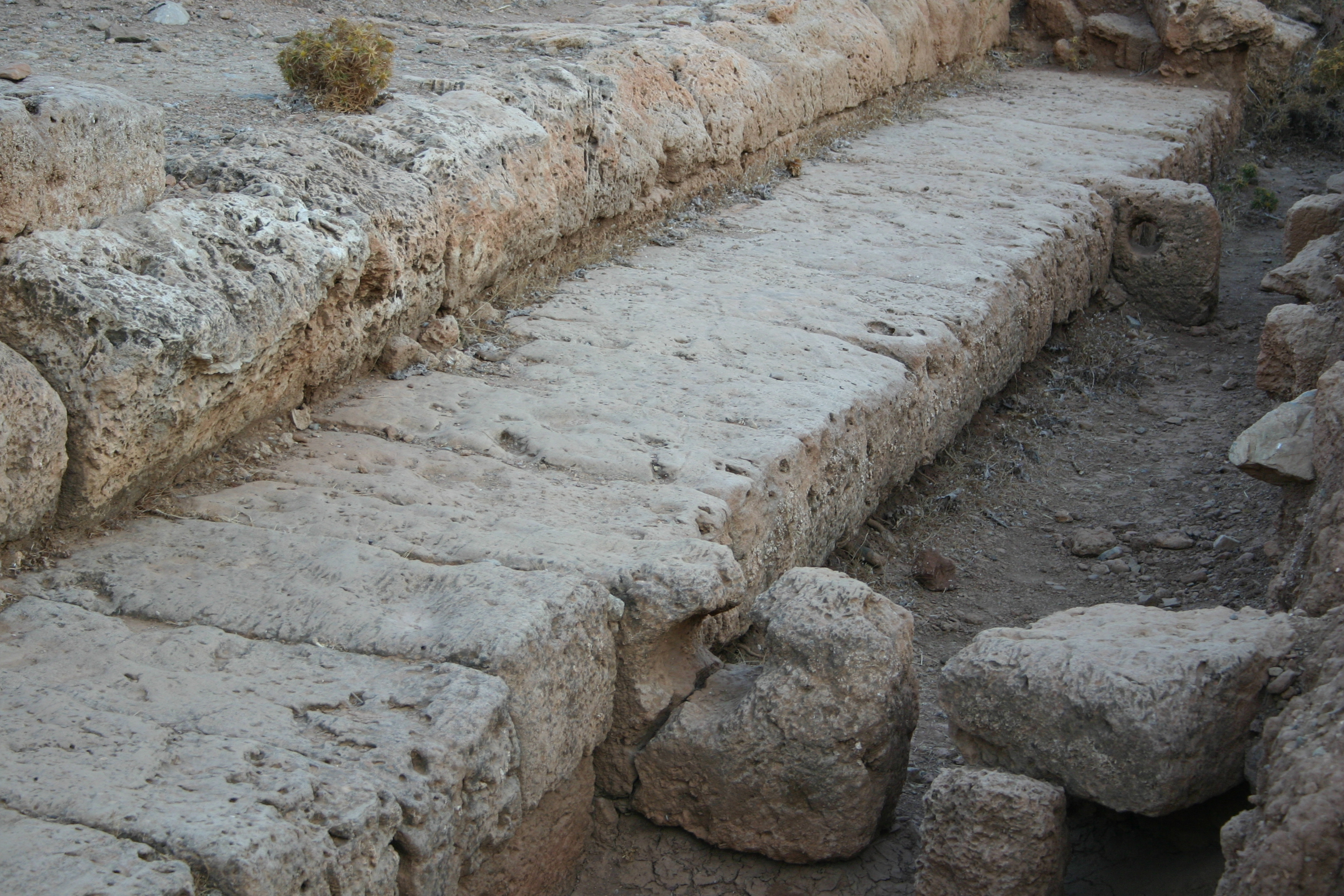
ファラサルナ（英語版）の港はもはや水没していない

## 発展資料
史料と摂理主義者（providentialist）の傾向についての文学的議論
- G. J. Baudy, "Die Wiederkehr des Typhon. Katastrophen-Topoi in nachjulianischer Rhetorik und Annalistik: zu literarischen Reflexen des 21 Juli 365 n.C.", JAC 35 (1992), 47–82
- M. Henry, "Le temoignage de Libanius et les phenomenes sismiques de IVe siecle de notre ere. Essai d'interpretation', Phoenix 39 (1985), 36–61
- F. Jacques and B. Bousquet, “Le raz de maree du 21 juillet 365“, Mélanges de l'École française de Rome, Antiquité (MEFRA), Vol. 96, No.1 (1984), 423–61
- C. Lepelley, "Le presage du nouveau desastre de Cannes: la signification du raz de maree du 21 juillet 365 dans l'imaginaire d' Ammien Marcellin", Kokalos, 36–37 (1990–91) [1994], 359–74
- M. Mazza, "Cataclismi e calamitä naturali: la documentazione letteraria", Kokalos 36–37 (1990–91) [1994], 307–30

地質学的議論
- Bibliography in: E. Guidoboni (with A. Comastri and G. Traina, trans. B. Phillips), Catalogue of Ancient Earthquakes in the Mediterranean Area up to the 10th Century (1994)
- D. Kelletat, "Geologische Belege katastrophaler Erdkrustenbewegungen 365 AD im Raum von Kreta", in E. Olhausen and H. Sonnabend (eds), Naturkatastrophen in der antiken Welt: Stuttgarter Kolloquium zur historischen Geographie des Altertums 6, 1996 (1998), 156–61
- P. Pirazzoli, J. Laborel, S. Stiros, "Earthquake clustering in the Eastern Mediterranean during historical times", Journal of Geophysical Research, Vol. 101 (1996), 6083–6097
- S. Price, T. Higham, L. Nixon, J. Moody, "Relative sea-level changes in Crete: reassessment of radiocarbon dates from Sphakia and West Crete", BSA 97 (2002), 171–200
- G. Waldherr, "Die Geburt der "kosmischen Katastrophe". Das seismische Großereignis am 21. Juli 365 n. Chr.", Orbis Terrarum 3 (1997), 169–201